# Bitwa pod Askalonem (67)
Bitwa pod Askalonem – starcie zbrojne w czasie wojny żydowskiej, które miało miejsce w roku 67 n.e.
Po wybuchu powstania żydowskiego wiele oddziałów III legionu zostało zniszczonych lub zmuszonych do opuszczenia zajmowanych pozycji. Powstańcy nie przypuścili jednak szturmu na Askalon, broniony przez kohortę III legionu pod dowództwem centuriona Antoniusa (który dysponował też pomocniczym oddziałem kawalerii), ograniczając się do spalenia przedmieść. W odwecie za ataki powstańców żydowskich na przedmieścia mieszkańcy Askalonu zamordowali 2500 Żydów w mieście i uwięzili pozostałych. Miasto nie było oblężone, ale odcięte od komunikacji lądowej. Zaopatrzenie otrzymywało morzem.
Po pokonaniu Rzymian w Judei kolejnym celem powstańców stało się miasto Askalon, bronione przez 480 żołnierzy piechoty i 124 jazdy pod dowództwem centuriona Antoniusza. Siły żydowskie dowodzone przez Silasa Babilończyka (byłego oficera kawalerii Heroda Agryppy), Nigra z Persei oraz Jana – członka sekty esseńczyków liczyły ponad 20 000 ludzi. Uprzedzony o zbliżających się wojskach powstańców, Antoniusz wyprowadził swoją jazdę za miasto, ukrywając się przed nieprzyjacielem. Powstańcy z miejsca przypuścili szturm na miasto, zakończony niepowodzeniem. W tym momencie kawaleria Antoniusza uderzyła na tyły atakujących, łamiąc ich szeregi i powodując panikę. W starciu padli dwaj przywódcy: Jan oraz Silas. Pozbawieni dowództwa powstańcy zbijali się w bezładne grupki, likwidowane jedna po drugiej przez jazdę rzymską. Pościg i masakra Żydów trwały do zmroku. Według Józefa Flawiusza w wyniku walk padło około 10 000 rebeliantów, co jest liczbą z pewnością wysoko zawyżoną. Straty rzymskie były minimalne i wyniosły kilku rannych obrońców Askalonu.
Kilka dni później, pod wodzą ocalałego dowódcy Nigra z Persei, powstańcy przegrupowali swoje siły w mieście Chaalis i ruszyli do nowego szturmu na Askalon. Tym razem Antoniusz oczekiwał przeciwnika, przygotowując kilka zasadzek na przełęczach poza miastem. Doszło do kolejnej bitwy, w której Rzymianie odparli ataki; część powstańców schroniła się w drewnianym forcie w wiosce Belzedek, który Rzymianie podpalili (Niger przeżył, schowawszy się w grocie pod fortem). Tego dnia straty powstańców miały wynieść 8000 ludzi. Aczkolwiek podawane straty powstańców są bardzo zawyżone, pewne jest, że dzięki dyscyplinie i sprawnemu dowodzeniu Rzymianie obronili Askalon, który pozostał w ich rękach do końca wojny.